# Chrostkowo (gromada)
Chrostkowo – dawna gromada, czyli najmniejsza jednostka podziału terytorialnego Polskiej Rzeczypospolitej Ludowej w latach 1954–1972.
Gromady, z gromadzkimi radami narodowymi (GRN) jako organami władzy najniższego stopnia na wsi, funkcjonowały od reformy reorganizującej administrację wiejską przeprowadzonej jesienią 1954 do momentu ich zniesienia z dniem 1 stycznia 1973, tym samym wypierając organizację gminną w latach 1954–1972.
Gromadę Chrostkowo z siedzibą GRN w Chrostkowie utworzono – jako jedną z 8759 gromad na obszarze Polski – w powiecie rypińskim w woj. bydgoskim, na mocy uchwały nr 24/10 WRN w Bydgoszczy z dnia 5 października 1954. W skład jednostki weszły obszary dotychczasowych gromad Chrostkowo, Adamowo, Chrostkowo Nowe, Janiszewo, Majdany, Ksawery, Wildno i Nowa Wieś ze zniesionej gminy Chrostkowo w tymże powiecie. Dla gromady ustalono 23 członków gromadzkiej rady narodowej.
1 stycznia 1956 gromadę włączono do powiatu lipnowskiego w tymże województwie.
31 grudnia 1959 do gromady Chrostkowo włączono obszar zniesionej gromady Stalmierz (bez wsi Podolina) w tymże powiecie.
1 stycznia 1972 do gromady Chrostkowo włączono sołectwa Gołuchowo, Janowo i Makówiec z gromady Lipno oraz sołectwo Lubówiec ze zniesionej gromady Karnkowo w tymże powiecie.
Gromada przetrwała do końca 1972 roku, czyli do kolejnej reformy gminnej. 1 stycznia 1973 – tym razem w powiecie lipnowskim – reaktywowano gminę Chrostkowo.